# Africocypha lacuselephantum
Africocypha lacuselephantum е вид водно конче от семейство Chlorocyphidae. Видът е световно застрашен, със статут Уязвим.

## Разпространение
Разпространен е в Екваториална Гвинея (Биоко) и Камерун.